# Elaho River
Der Elaho River ist ein 65 km langer rechter Nebenfluss des Squamish River im Südwesten der kanadischen Provinz British Columbia.

## Flusslauf
Der Elaho River wird vom Elaho-Gletscher in der Elaho Range, einem Gebirgszug der Pacific Ranges, gespeist. Er fließt anfangs in südöstlicher, später in südlicher Richtung  durch das Gebirge. Östlich erhebt sich das Bergmassiv des Pemberton Icefield. Dabei nimmt er von rechts die Nebenflüsse Clendinning Creek und Sims Creek auf. Im Unterlauf wendet er sich in Richtung Südsüdost und trifft schließlich auf den Squamish River. Der Elaho River entwässert ein Areal von etwa 1200 km². Der mittlere Abfluss beträgt 104 m³/s. Die höchsten Abflüsse werden gewöhnlich während der Eisschmelze der Gletscher in den Monaten Juni bis August gemessen.